# 丽蝇级布雷巡洋舰
丽蝇级布雷巡洋舰（德語：Brummer-Klasse）是德意志帝国海军于第一次世界大战期间建造的两艘布雷巡洋舰的船级。由首舰丽蝇号和末舰牛虻号共兩艘艦船所共同组成。当战争爆发时，其為德国仅有的两艘老旧的布雷巡洋舰；尽管大多数德国巡洋舰都适合布设水雷，但仍需要快速及专业化的舰只。两艘同级舰的推进系统来自俄罗斯帝国海军向伏尔铿订购、本应用于博罗金诺级战列巡洋舰纳瓦林号的蒸汽轮机，它们在战争爆发后被德国没收。两艘同级舰均由斯德丁伏尔铿船厂承建。
丽蝇号及牛虻号在服役生涯中曾布设了一系列雷区，但最为成功的行动发生于1917年10月，当时它们受命袭击一支前往挪威的英国护航船队。它们击沉了两艘护航驱逐舰以及船队十二艘商船中的九艘，并能够毫发无损的撤回德国。战争结束后，两艘同级舰被扣押在斯卡帕湾，并于1919年6月21日跟随舰队在海军少将路德维希·冯·罗伊特的指挥下集体自沉。丽蝇号沉没在深水中，从未被浮起；而牛虻号则于1929年被打捞上岸，并于1932－1933年间拆解报废。

## 设计

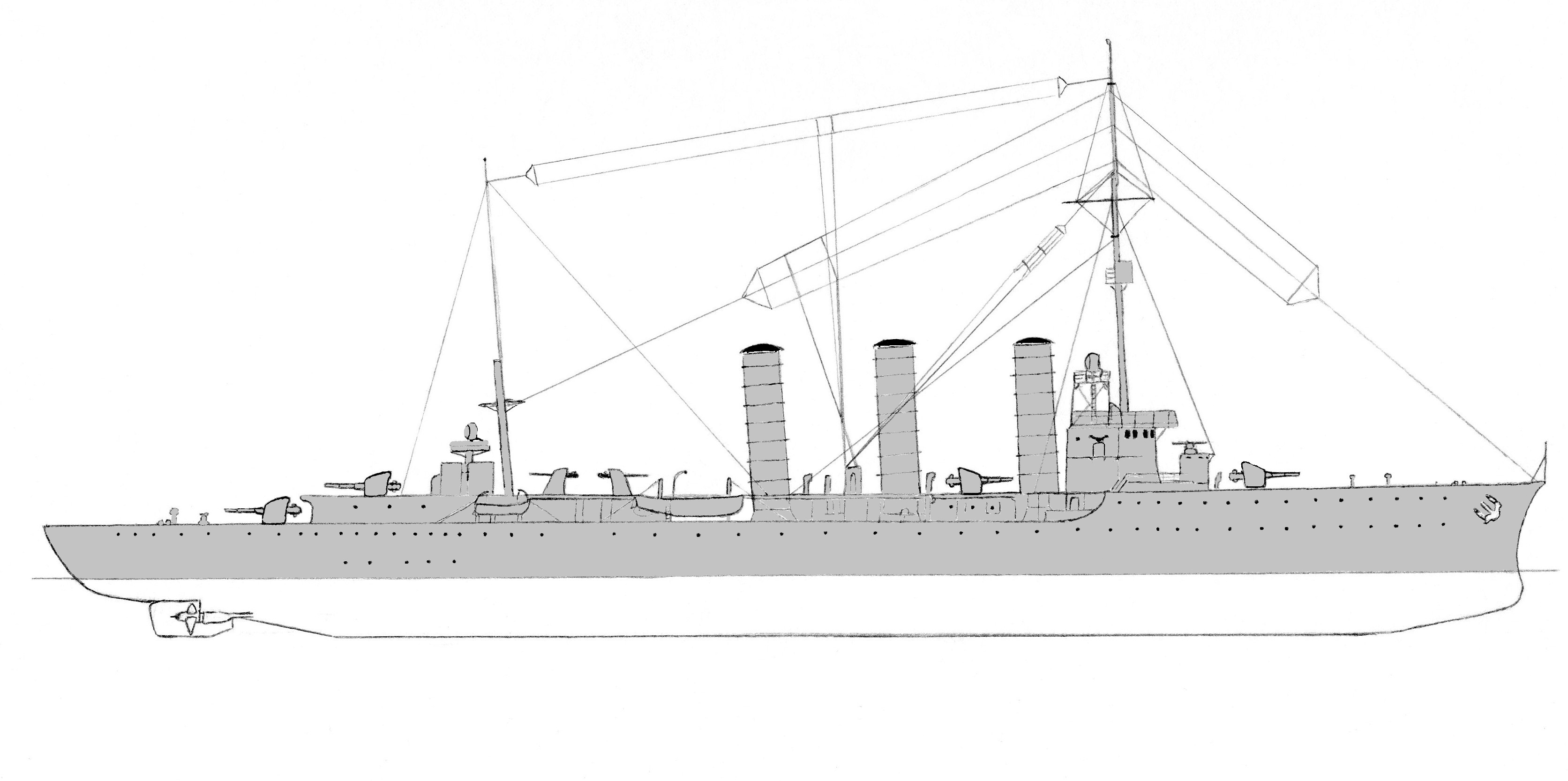
丽蝇级舰只平面图

1914年，斯德丁的伏尔铿船厂为沙俄海军生产了两套大功率蒸汽轮机，用于其当时正在俄国建造的新式战列巡洋舰纳瓦林号。当第一次世界大战于1914年8月爆发后，德国与俄国处于敌对状态，德国政府遂没收了蒸汽轮机。当时，德意志帝国海军仅有两艘专用的布雷巡洋舰，即鹦鹉螺号和信天翁号。由于水雷此时已经证明其具有进攻价值，因此海军下令伏尔铿将原纳瓦林号的推进系统一分为二，并围绕该发动机设计出两艘巡洋舰船体。这些舰只应是高速布雷舰，能够在黑暗的掩护下布设雷区，并可在遭拦截之前迅速返回港口。它们的外观设计类仿照了英国的阿瑞图萨级轻巡洋舰，依其能力可对英国海岸附近的行动提供协助。为提高远航性能，它们采用了显著的飞剪形舰艏，但在伪装成英国巡洋舰时，一般用金属箔板对舰艏进行整形和遮蔽。
由于是基于新式的舰队巡洋舰展开设计，推进装置也已进入最终生产阶段，这些舰只的开发工作相对较短，于1914年底便已完成。首舰丽蝇号于1915年初在伏尔铿船厂开始架设龙骨。随着工作进展顺利，该舰得以于1915年12月11日下水，继而展开舾装工作。至1916年4月2日，丽蝇号正式投入公海舰队使用。牛虻号跟随其姊妹舰于同年在伏尔铿船厂开建。它于1916年3月11日下水，并在不足四个月后便完工，于1916年7月1日交付使用。

### 整体特征
丽蝇级舰只的水线长度和全长分别为135（442英尺11英寸）和140.4（460英尺8英寸），有13.2（43英尺4英寸）的舷宽，以及6（19英尺8英寸）的前吃水和5.88（19英尺3英寸）的后吃水。它们的设计排水量为4,385公噸（4,316長噸），满载排水量则可达5,856公噸（5,764長噸）。船体采用纵向钢框架构造，设有二十一个水密舱室和一个占龙骨长度比重为44%的双层船底。丽蝇号的略微不同之处在于舰舯设有一排舷窗，而牛虻号则没有。
这些舰只配备了与英国阿瑞图萨级轻巡洋舰类似的桅杆，并且与英国舰只一样，桅杆可以降低并存放在艏艛甲板上。它们的舰艏也仿照了阿瑞图萨级的样式，以便进一步伪装舰只。舰只的标准船员编制仅为16名军官和293名水兵。它们还配备有一些小型舰载艇，包括1艘哨艇、1艘驳船和2艘小划艇。德国海军将这些舰只视为良好的远洋船具，运转温和。它们具有极强的机动性，转弯半径紧凑，在逆浪中也仅有轻微的速度损失。但在急转弯时，它们的降速则高达60%。此外，这些舰只也易于倾覆。

### 机械装置
丽蝇级舰只的推进系统由两台蒸汽轮机组成，它们各负责驱动一副直径为3.2（10英尺6英寸）的三叶螺旋桨。涡轮机由两台燃煤船用式双头水管锅炉和四台燃油船用式双头水管锅炉提供动力。发动机的额定功率为33,000匹軸馬力（24,608千瓦特），设计速度为28節（52每小時）。但在试航中，丽蝇号达到了42,797匹軸馬力（31,914千瓦特）的最大功率，而牛虻号则达到47,748匹軸馬力（35,606千瓦特）；它们在轻载时的平均最高速度为30.2節（55.9每小時）。这些舰只能够达到的冲刺极速为34節（63每小時），但维持时间较短。
燃煤的贮存量按设计为300公噸（300長噸），但最多可搭载600公噸（590長噸）。燃油贮量最初为500公噸（490長噸），但同样可增加至1,000公噸（980長噸）。在12節（22每小時）的巡航速度下，丽蝇级舰只最多可以航行5,800海里（10,700）。若将速度提升至25節（46每小時），则巡航范围会大幅下降至1,200海里（2,200）。电力由两台涡轮发电机和一台柴油发电机供应，可在220伏特的电压下输出300千瓦特（400匹馬力）的总电功率。转向通过大型单舵控制。

### 武器及装甲

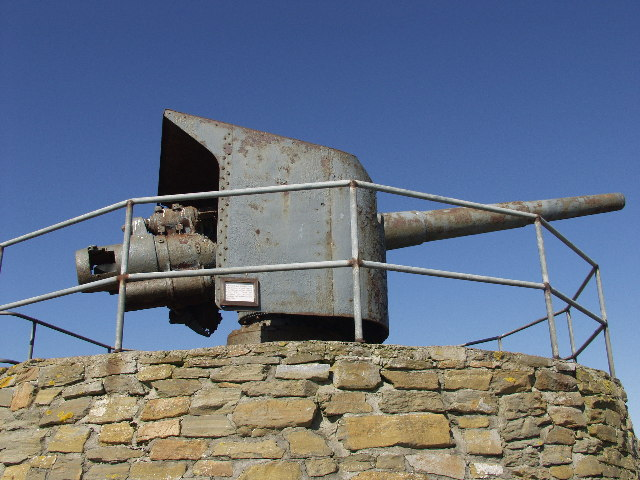
从斯卡帕湾打捞上岸的其中一门牛虻号150毫米炮

丽蝇级舰只配备有四门单座安装的150毫米45倍径速射炮；它们全数布置在中心线上，因此四门炮均可从舷侧开火。其中一门设于艏楼前方，第二门设于第一和第二烟囱之间，其余两门则以背负式成对安放在舰艉。这些炮管在发射45.3（100磅）炮弹的初速为840每秒（2,800英尺每秒）。炮管的仰角可提升至30°，使其可以瞄准最高达17,600（19,200碼）开外的目标。它们共提供600发弹药，其中每炮150发。丽蝇级舰只的防空武器由两门88毫米45倍径速射炮组成，均安装在烟囱后方的中心线上。它们在发射10（22磅）炮弹的初速为750至770每秒（2,500至2,500英尺每秒）。舰只还标配搭载有一对500（19.7英寸）鱼雷管和四枚鱼雷，安装在舰舯的旋转发射器内。根据布雷舰的设计，它们可携带多达450枚水雷，具体取决于水雷的类型。两条导轨从主甲板延伸至舰艉，以便使水雷从舰只后方投下。
丽蝇级舰只受到由克虏伯渗碳装甲制成的水线装甲带保护；这条装甲带在舰舯的厚度为40（1.6英寸），舰艏和舰艉则不设装甲。甲板由15（0.59英寸）厚的装甲覆盖。主炮配备有厚度为50（2.0英寸）的炮挡。40毫米厚的斜面装甲与甲板和水线装甲带相连。司令塔的侧部有100（3.9英寸）厚、顶部为20（0.79英寸）厚。司令塔的上方为舰桥，其中包含有一个防弹的海图室。全部三座烟囱都配备有钢制斜堤作为弹碎保护。

## 同级舰
| 舰只   | 造船厂           | 命名来源 | 架设日期 | 下水日期       | 入役日期     | 结局                        |
| ------ | ---------------- | -------- | -------- | -------------- | ------------ | --------------------------- |
| 丽蝇号 | 斯德丁伏尔铿船厂 | 丽蝇     | 1915年   | 1915年12月11日 | 1916年4月2日 | 1919年6月21日凿沉于斯卡帕湾 |
| 牛虻号 | 斯德丁伏尔铿船厂 | 牛虻     | 1915年   | 1916年3月11日  | 1916年7月1日 | 1919年6月21日凿沉于斯卡帕湾 |

## 服役历史
入役后，丽蝇号及牛虻号即随公海舰队共同服役，其中包括1916年10月在北海的一次出击。1917年1月，这些舰只在诺德奈附近布设了一个雷区，并于同年3月至5月间担当扫雷舰的警戒职责。1917年10月，海军上将赖因哈德·舍尔计划派遣两艘舰攻击一支前往挪威的英国护航船队，以转移在大西洋保护船队的部队。舍尔选择了丽蝇号及牛虻号，因为它们的速度快、行动半径大。10月17拂晓后不久，这两艘巡洋舰袭击了由十二艘商船、两艘驱逐舰和两艘武装拖网渔船组成的船队。在随之引发的勒威克行动期间，德舰迅速击沉了护航的驱逐舰和十二艘商船中的九艘。直至丽蝇号及牛虻号安全返抵德国之后，英国海军部才获悉此次袭击事件。因為此次事件，促成了英國要建造比麗蠅級還快速的輕巡洋艦的想法，也就是綠寶石級輕巡洋艦。
随着德国于1918年11月投降，丽蝇号、牛虻号与公海舰队大部一起，被协约国列入扣押至斯卡帕湾的指定舰只。这些舰只于11月18日在海军少将路德维希·冯·罗伊特的指挥下，排成纵队驶离德国。在落实《凡尔赛条约》的谈判过程中，舰队仍然维持扣押状态。罗伊特推断英国方面将于1919年6月21日，即谈判到期而无法达成协议的情况下会强占德国军舰，却不知截止日期已被延长至6月23日。为了防止这种情况，他决定第一时间凿沉己方舰只。6月21日上午，英国舰队离开斯卡帕湾进行训练演习；罗伊特于11:20向全体德国军舰下达了自沉命令。丽蝇号于13:05沉没；它从未进行打捞报废，至今仍留存在斯卡帕湾底部。牛虻号于14:30下沉，并于1929年被打捞浮起，最终于1932－1933年间在利尼斯拆解报废。